# Fronteiras (Piauí)
Fronteiras é um município brasileiro do estado do Piauí, com população estimada, em 2006, de 11.554 habitantes.
Fronteiras destacou-se pela produção de cimento, concentrada na fábrica Nassau, pertencente ao Grupo João Santos, cuja operação foi encerrada em 2017. Em 2014, o município alcançou a segunda maior renda per capita do estado, mas sofreu uma queda significativa nos anos seguintes, em consequência do fechamento da fábrica. O nome "Fronteiras" tem origem na localização geográfica do município, que fazia divisa com os estados do Ceará e Pernambuco — sendo que, atualmente, a área que fazia fronteira com Pernambuco integra o município de Caldeirão Grande do Piauí.

## Localização
Localiza-se a uma latitude 07º05'17" sul e a uma longitude 40º36'59" oeste, estando a uma altitude de 426 metros. É cortada pela BR-2[1]ue liga Picos a Juazeiro do Norte. Em 2007, Fronteiras possuía o segun[2]door PIB per capita do Piauí .

## História
Segundo a tradição, há mais de dois séculos começou o desbravamento da então Fazenda Lagoa do Rato, concedida em sesmaria a Rita Alves dos Reis, pelo PresidentCearáovíncia. Os primeiros habitantes do atual Município de Fronteiras foram membros da família de Manoel Valério Pinto de Meireles, descendente de portugueses e de sua mulher Rita Alves dos Reis, descendente de índios. Do casal, nasceram dez filhos, destacando-se João Batista de Souza, alferes da Casa-mor de Oeiras, então capital da Província do Piauí. 
João Batista de Souza foi o herdeiro da Casa-Grande, construída por seus pais e existente ainda hoje. Com a morte de João Batista, a Casa-Grande passou a ser propriedade de seu filho, Manoel Batista de Souza, que doou uma área para a construção da capela local iniciada em 1907. Primitivamente, a localidade se denominou Rato. Em 1910, por ocasião da bênção da capela de Nossa Senhora do Perpétuo Socorro, mudou-se o nome para Socorro. Em dezembro de 1943, por força da legislação federal que proibia a duplicidade de topônimos, o nome de Socorro foi mudado para Fronteiras, em virtude de sua localização, nos limites com os Estados do Ceará e de Pernambuco. Posteriormente, em 1992, a região sul de Fronteiras (que fazia divisa com Pernambuco) se emancipou e foi transformada no município de Caldeirão Grande do Piauí.